# Renhe

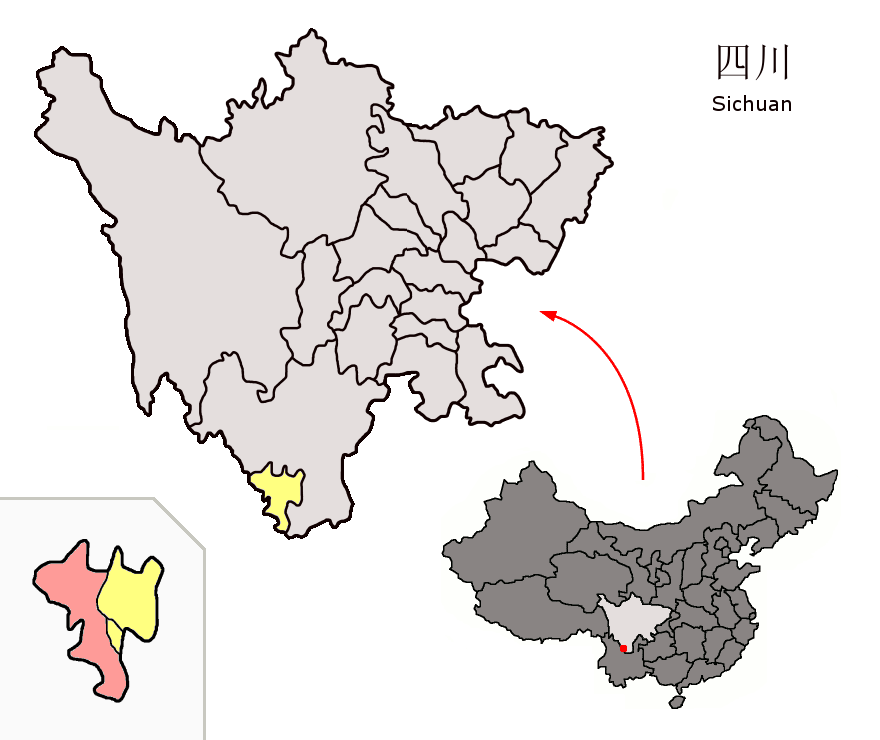
Lage der drei Stadtbezirke von Panzhihua (rosa) in der bezirksfreien Stadt Panzhihua (gelb).

Renhe (仁和区,  Rénhé Qū) ist ein Stadtbezirk der bezirksfreien Stadt Panzhihua in der chinesischen Provinz Sichuan. Er hat eine Fläche von 1.603 km² und zählt 265.562 Einwohner (Stand: Zensus 2020).